# Cadillac V-Series.R
Der Cadillac V-Series.R, auch Cadillac V-LMDh, ist ein Prototyp, der 2022 bei Dallara für Sportwagenrennen entwickelt wurde.

## Entwicklungsgeschichte und Technik
Der Cadillac V-Series.R zählt neben dem Porsche 963, dem Acura ARX-06 und dem BMW M Hybrid V8 zur ersten Generation der LMDh-Prototypen. Diese Fahrzeuge ersetzen ab der Saison 2023 die DPi-Prototypen in der IMSA WeatherTech SportsCar Championship und sind ohne Änderungen auch in der FIA-Langstrecken-Weltmeisterschaft startberechtigt. Die LMDh-Protoypen haben ein Einheitschassis, basierend auf den aktuellen Fahrzeugen der LMP2-Klasse wie dem Oreca 07. Die Rennfahrgestelle der Cadillacs werden bei Dallara in italienischen Varano de’ Melegari gefertigt. Ein weiteres Einheitsteil ist der vorgeschriebene Hybridantrieb; dabei liefert Xtrac das Getriebe, Bosch den Generator und Williams Advanced Engineering die Batterie. Die Einheitsphilosophie unterscheidet die LMDh-Wagen von den Hypercars wie dem Toyota GR010 Hybrid oder dem Peugeot 9X8, deren Hersteller Chassis, Antrieb und Motor selbst entwickeln und bauen können. 
Auch bei den LMDh-Rennwagen ist der Motor von der Einheitstechnologie ausgenommen. Bei Cadillac entschied man sich für einen 5,5-Liter V-Achtzylindermotor, da das Reglement großvolumige Motoren begünstigt. Im LMP1/DPi-Reglement kam die Leistung vom Hybridantrieb, egal wie groß der Verbrennungsmotor war. Bei den LMDh und den Hypercars gilt ein anderes Prinzip. General-Motors-Motorsportchefin Laura Wontrop Klauser sagt: „Die Leistungskurve ist exakt vorgegeben. Je mehr der Elektromotor arbeitet, desto mehr wird die Leistung des Verbrennungsmotors reduziert. Das geschieht elektronisch, bedeutet aber, dass der Verbrennungsmotor theoretisch in der Lage sein muss, die Leistung im unteren Drehzahlbereich selbst zu erzeugen. Das können großvolumige Aggregate besser als kleine.“ Im Unterschied zur Konkurrenz, die auf bestehende Motorblöcke zurückgriff, ist der Cadillac-LMC55R-Motor eine Neuentwicklung.

## Renngeschichte

### 2023
Den Einsatz eines Cadillacs für Earl Bamber, Alex Lynn und Richard Westbrook in der FIA-Langstrecken-Weltmeisterschaft 2023 übernahm das Rennteam von Chip Ganassi, der einen zweiten Wagen in der IMSA-Serie mit den Fahrern Sébastien Bourdais, Scott Dixon und Renger van der Zande betreut. Ein zweites IMSA-Fahrzeug meldete dort Action Express Racing, gesteuert von Luís Felipe Derani, Alexander Sims und Jack Aitken.
Sein Renndebüt gab der V-LMDh beim 24-Stunden-Rennen von Daytona 2023, wo die drei Fahrzeuge an der dritten, vierten und fünften Stelle der Gesamtwertung ins Ziel kamen. Den ersten Rennsieg gab es bereits beim folgenden Rennen, dem 12-Stunden-Rennen von Sebring, wo Jack Aitken, Luís Felipe Derani und Alexander Sims für Whelen Engineering Racing gewannen.
Der größte Erfolg in der FIA-Langstrecken-Weltmeisterschaft 2023 war der dritte Rang Earl Bamber, Alex Lynn und Richard Westbrook beim 24-Stunden-Rennen von Le Mans.

### 2024
Beim 24-Stunden-Rennen von Daytona kamen Jack Aitken, Tom Blomqvist und Luís Felipe Derani als Gesamtzweite ins Ziel, nur knapp geschlagen vom Porsche 963 von Dane Cameron, Matt Campbell, Felipe Nasr und Josef Newgarden.

## Statistik

### Einzelergebnisse in der FIA-Langstrecken-Weltmeisterschaft
| Saison | Team                     | Startnummer | Fahrer                                              | 1   | 2   | 3   | 4   | 5   | 6   | 7   | 8   |
| ------ | ------------------------ | ----------- | --------------------------------------------------- | --- | --- | --- | --- | --- | --- | --- | --- |
| 2023   | Cadillac Racing          | 2           | Earl Bamber Alex Lynn Richard Westbrook             | SEB | POR | SPA | LEM | MON | FUJ | BAH |     |
| 2023   | Cadillac Racing          | 2           | Earl Bamber Alex Lynn Richard Westbrook             | 4   | 4   | 5   | 3   | 10  | 10  | 11  |     |
| 2023   | Cadillac Racing          | 3           | Sébastien Bourdais Renger van der Zande Scott Dixon | SEB | POR | SPA | LEM | MON | FUJ | BAH |     |
| 2023   | Cadillac Racing          | 3           | Sébastien Bourdais Renger van der Zande Scott Dixon |     |     | DNF | 4   |     |     |     |     |
| 2023   | Cadillac Racing          | 311         | Luís Felipe Derani Alexander Sims Jack Aitken       | SEB | POR | SPA | LEM | MON | FUJ | BAH |     |
| 2023   | Cadillac Racing          | 311         | Luís Felipe Derani Alexander Sims Jack Aitken       | 17  |     |     |     |     |     |     |     |
| 2024   | Cadillac Racing          | 2           | Earl Bamber Alex Lynn Sébastien Bourdais Alex Palou | KAT | IMO | SPA | LEM | SAO | AUS | FUJ | BAH |
| 2024   | Cadillac Racing          | 2           | Earl Bamber Alex Lynn Sébastien Bourdais Alex Palou | DNF | 10  | DNF | 7   | 13  | 4   | DNF | 6   |
| 2024   | Cadillac Racing          | 3           | Sébastien Bourdais Renger van der Zande Scott Dixon | KAT | IMO | SPA | LEM | SAO | AUS | FUJ | BAH |
| 2024   | Cadillac Racing          | 3           | Sébastien Bourdais Renger van der Zande Scott Dixon | DNF |     |     |     |     |     |     |     |
| 2024   | Action Express Racing    | 311         | Luís Felipe Derani Felipe Drugovich Jack Aitken     | KAT | IMO | SPA | LEM | SAO | AUS | FUJ | BAH |
| 2024   | Action Express Racing    | 311         | Luís Felipe Derani Felipe Drugovich Jack Aitken     | 29  |     |     |     |     |     |     |     |
| 2025   | Cadillac Hertz Team Jota | 12          | Alex Lynn Norman Nato Will Stevens                  | KAT | IMO | SPA | LEM | SAO | AUS | FUJ | BAH |
| 2025   | Cadillac Hertz Team Jota | 12          | Alex Lynn Norman Nato Will Stevens                  | 8   | 10  | 5   | 4   | 1   |     |     |     |
| 2025   | Cadillac Hertz Team Jota | 38          | Sébastien Bourdais Earl Bamber Jenson Button        | KAT | IMO | SPA | LEM | SAO | AUS | FUJ | BAH |
| 2025   | Cadillac Hertz Team Jota | 38          | Sébastien Bourdais Earl Bamber Jenson Button        | 16  | 16  | 6   | 7   | 2   |     |     |     |
| 2025   | Cadillac WTR             | 101         | Filipe Albuquerque Jordan Taylor Ricky Taylor       | KAT | IMO | SPA | LEM | SAO | AUS | FUJ | BAH |
| 2025   | Cadillac WTR             | 101         | Filipe Albuquerque Jordan Taylor Ricky Taylor       | DNF |     |     |     |     |     |     |     |
| 2025   | Cadillac Whelen          | 311         | Jack Aitken Felipe Drugovich Frederik Vesti         | KAT | IMO | SPA | LEM | SAO | AUS | FUJ | BAH |
| 2025   | Cadillac Whelen          | 311         | Jack Aitken Felipe Drugovich Frederik Vesti         | DNF |     |     |     |     |     |     |     |

### Einzelergebnisse in der IMSA WeatherTech SportsCar Championship
| Saison | Team                               | Startnummer | Fahrer                                                         | 1   | 2   | 3   | 4   | 5   | 6   | 7   | 8   | 9   | 10  | 11  |
| ------ | ---------------------------------- | ----------- | -------------------------------------------------------------- | --- | --- | --- | --- | --- | --- | --- | --- | --- | --- | --- |
| 2023   | Cadillac Racing                    | 01          | Sébastien Bourdais Scott Dixon Renger van der Zande            | DAY | SEB | LGB | LSC | WAT | MOS | LIR | ROA | VIR | IND | PLM |
| 2023   | Cadillac Racing                    | 01          | Sébastien Bourdais Scott Dixon Renger van der Zande            | 3   | DNF | DNF | 1   | 5   | DNF |     | 4   |     | 7   | 2   |
| 2023   | Cadillac Racing                    | 02          | Earl Bamber Alex Lynn Richard Westbrook                        | DAY | SEB | LGB | LSC | WAT | MOS | LIR | ROA | VIR | IND | PLM |
| 2023   | Cadillac Racing                    | 02          | Earl Bamber Alex Lynn Richard Westbrook                        | 4   |     |     |     |     |     |     |     |     |     |     |
| 2023   | Action Express Racing              | 31          | Luís Felipe Derani Alexander Sims Jack Aitken                  | DAY | SEB | LGB | LSC | WAT | MOS | LIR | ROA | VIR | IND | PLM |
| 2023   | Action Express Racing              | 31          | Luís Felipe Derani Alexander Sims Jack Aitken                  | 5   | 1   | 5   | 3   | 2   | 7   |     | 6   |     | 4   | 6   |
| 2024   | Cadillac Racing                    | 01          | Sébastien Bourdais Scott Dixon Alex Palou Renger van der Zande | DAY | SEB | LGB | LSC | DET | WAT | MOS | ROA | VIR | IND | PLM |
| 2024   | Cadillac Racing                    | 01          | Sébastien Bourdais Scott Dixon Alex Palou Renger van der Zande | DNF | 2   | 1   | 5   | 3   | 2   |     | 20  |     | 6   | 1   |
| 2024   | Whelen Engineering Cadillac Racing | 31          | Jack Aitken Tom Blomqvist Luís Felipe Derani                   | DAY | SEB | LGB | LSC | DET | WAT | MOS | ROA | VIR | IND | PLM |
| 2024   | Whelen Engineering Cadillac Racing | 31          | Jack Aitken Tom Blomqvist Luís Felipe Derani                   | 2   | DNF | 2   | 2   | 6   | 8   |     | 4   |     | DNF | 5   |
| 2025   | Cadillac Wayne Taylor Racing       | 10          | Filipe Albuquerque Brendon Hartley Will Stevens Ricky Taylor   | DAY | SEB | LGB | LSC | DET | WAT | MOS | ROA | VIR | IND | PLM |
| 2025   | Cadillac Wayne Taylor Racing       | 10          | Filipe Albuquerque Brendon Hartley Will Stevens Ricky Taylor   | 5   | 7   | 6   | 8   | 2   | 3   |     | 8   |     |     |     |
| 2025   | Cadillac Wayne Taylor Racing       | 40          | Louis Delétraz Kamui Kobayashi Jordan Taylor Brendon Hartley   | DAY | SEB | LGB | LSC | DET | WAT | MOS | ROA | VIR | IND | PLM |
| 2025   | Cadillac Wayne Taylor Racing       | 40          | Louis Delétraz Kamui Kobayashi Jordan Taylor Brendon Hartley   | DNF | DNF | 7   | 7   | 9   | 2   |     | 9   |     |     |     |
| 2025   | Cadillac Whelen                    | 31          | Jack Aitken Earl Bamber Felipe Drugovich Frederik Vesti        | DAY | SEB | LGB | LSC | DET | WAT | MOS | ROA | VIR | IND | PLM |
| 2025   | Cadillac Whelen                    | 31          | Jack Aitken Earl Bamber Felipe Drugovich Frederik Vesti        | 16  | 4   | 4   | 6   | 10  | 5   |     | 4   |     |     |     |